# جودي بايبر
جودي بايبر (بالإنجليزية: Jodi Bieber)‏ هي مصورة جنوب أفريقية، ولدت في 1967 في جوهانسبرغ في جنوب أفريقيا.

## وصلات خارجية
- الموقع الرسمي